# Monmouthpedia
Monmouthpedia é um projeto colaborativo de vinculação a enciclopédia online Wikipédia em aspectos do condado de Monmouthshire (ou Monmouth, no País de Gales), lançada em maio de 2012 por John Cummings. Utilizando o projeto QRpedia (códigos QR para Wikipédia) para fornecer um guia turístico multilíngue nas ruas através do uso de smartphones, com ligação direta aos artigos na Wikipédia relacionados a vila de Monmouth, como por exemplo, sobre: lugares, pessoas, artefatos, flora e, a fauna.
Na entrada da cidade existe o letreiro indicativo, com a frase "primeira cidade Wikipédia do mundo".
O projeto foi premiado com "Excelência em Marketing" na Monmouthshire Business Awards.

## Origem
A ideia de Monmouthpedia foi concebido no final de 2011 por John Cummings, um residente de Monmouth e editor da Wikipédia, em uma conferência TEDx na cidade de Bristol (inglaterra), onde se discutiu o uso da QRpedia no Museu de Derby. Assim, Cummings fundou o projeto com financiamento da Wikimedia do Reino Unido e da Monmouthshire County Council.
O objetivo inicial era, até abril de 2012 ter 1 000 artigos ligados a códigos QR grafados em azulejo nos principais pontos da cidade. Junto com planos de implantação de um projeto de residência Wikipedista, para apresentar sessões e ajudar os visitantes com contribuições para o projeto.
Em maio, a página do projeto na Wikipédia relatou 712 novos e bons artigos, em 25 idiomas diferentes. Para os não-falantes de inglês. Com uso da QRpedia, os artigos são exibidos em outros idiomas automaticamente, de acordo com o telefone do visitante. No lançamento do projeto, cerca de 500 artigos em outros idiomas foram disponíveis, através da colaboração dos editores internacionais. além disso, o projeto já abrangia mais de 250  entradas preexistente em tópicos relacionados.
Foram necessários seis meses de preparação para início do projeto, devido uma das dificuldades na implantação, a péssima cobertura móvel 3G na região. Para solucionar, foi implantada uma rede de banda larga sem fio nas ruas principais, financiados pela Monmouthshire County Council.
A Biblioteca Monmouth, é a primeira biblioteca do mundo que adicionou códigos QR aos livros. Os usuários com smartphones, agora pode instantaneamente localizar os artigos da Wikipédia de acordo com livros e seu autores. Foi dada prioridade à literatura local, as aquisições recentes, como por exemplo Jubileu da Rainha e os jogos Olímpicos também receberam codificação.
A integração tecnológica e colaborativa além de ajudar a contextualizar as pessoas, permitindo uma melhor apreciação da cidade. também contribui para a atualização constante do conteúdo na enciclopédia. Atualmente existem mil placas com QR codes implantados na cidade.

## Recepção
Na Techdirt, questionou-se a Monmouthpedia e o futuro da Wikipédia, descrito como a criação de "uma espécie de fractal" comparando-o ao filme A Origem de 2010, criando "a Wikipédia dentro de uma Wikipédia dentro de um a Wikipédia".
Após o lançamento, a iniciativa ganhou um interesse generalizado. Um porta-voz da Wikimedia do Reino Unido informou que a página do projeto tinham sido vistos cem mil vezes. Também informou que não havia sido inquéritos de cidades na Noruega, grã-Bretanha, França, Escócia e Texas. Um projeto de sucesso, com a capacidade de atrair mais turistas à cidade. A iniciativa logo atraiu o interesse de Gibraltar onde o Gibraltarpedia projeto foi lançado em julho.
Jimmy Wales, co-fundador da Wikipédia, ficou entusiasmado com a iniciativa: "Trazendo uma cidade inteira para a vida na Wikipédia é algo novo e é um testamento para o futuro, pensar que as pessoas de Monmouth, todos os voluntários da equipe Wikimedia reino Unido. Estou ansioso para ver outras vilas e cidades, fazendo a mesma coisa."
Monmouthshire County Council anunciou em julho de 2012, que foi de planejamento para expandir a iniciativa para outras partes da região. Iniciando com Chepstow e Raglan, com o objetivo de oferecer Monmouthshirepedia, foi anunciado pelo conselho em novembro de 2012.
Monmouthpedia ganhou o prêmio de "Excelência em Marketing" em Monmouthshire Business Awards em outubro de 2012. Wynndel de Gestão da Propriedade, os desenvolvedores de novas moradias no "Severn Quay" em Chepstow e patrocinador do prêmio, elogiou Monmouthpedia em seu site, lembrando que "a Publicidade de valor para Monmouth foi estimado em £2,12 milhões", e diz que "Chepstow propriedade, juntamente com os novos desenvolvimentos em Chepstow e novos desenvolvimentos em Monmouthshire, também serão beneficiadas" quando um projeto semelhante, começa por Chepstow.

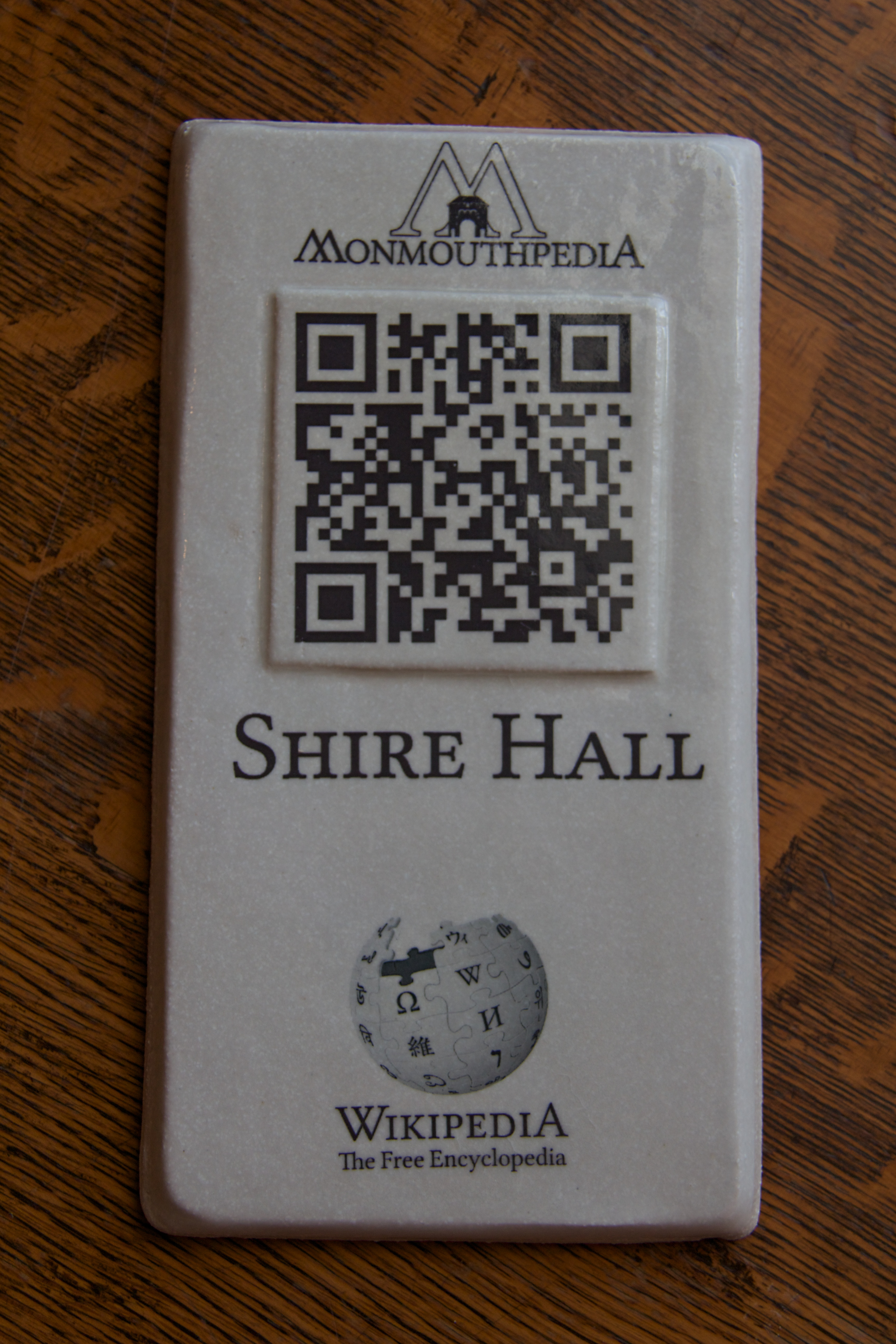
Uma das placas Monmouthpedia
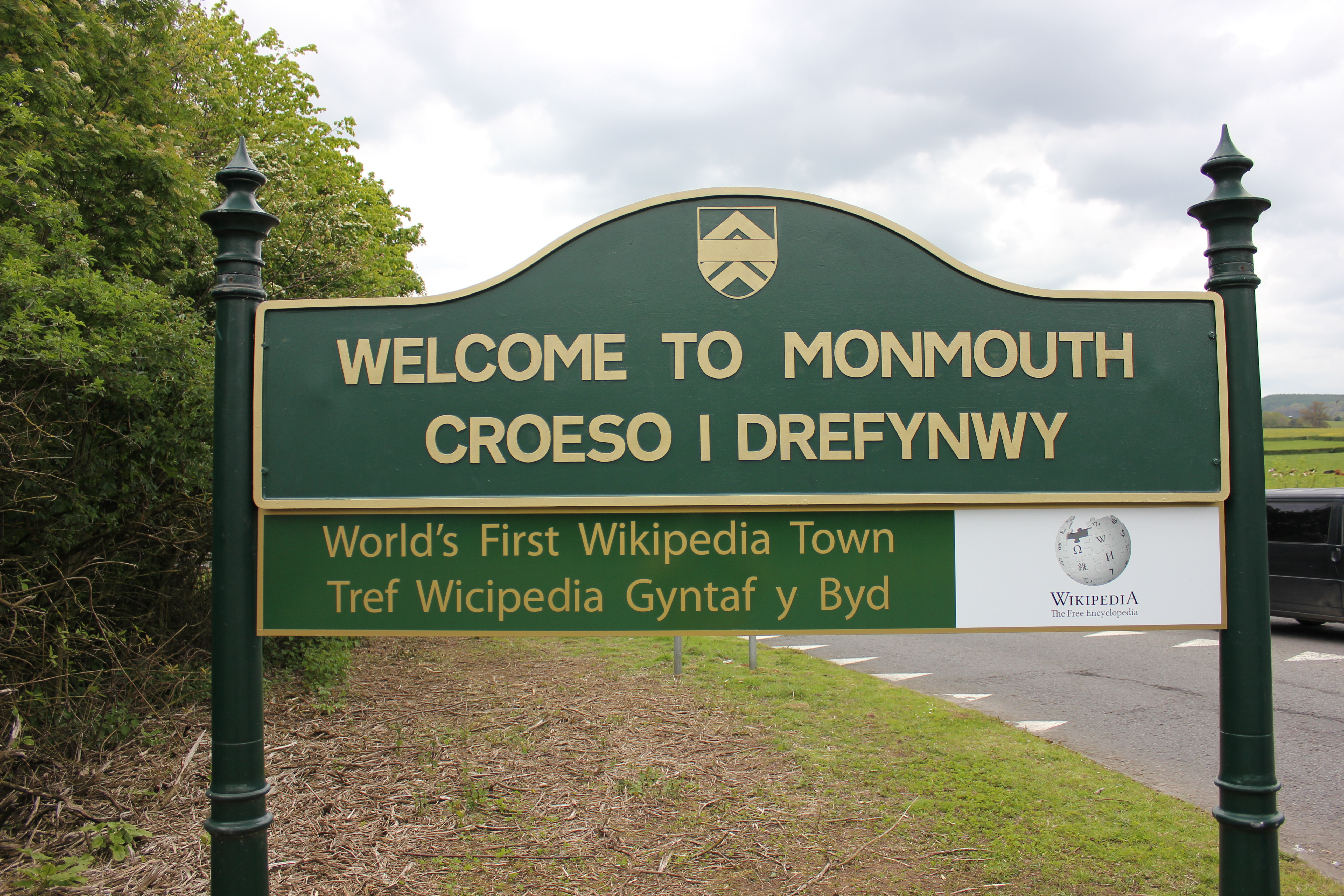
Primeiro do mundo a Wikipédia cidade
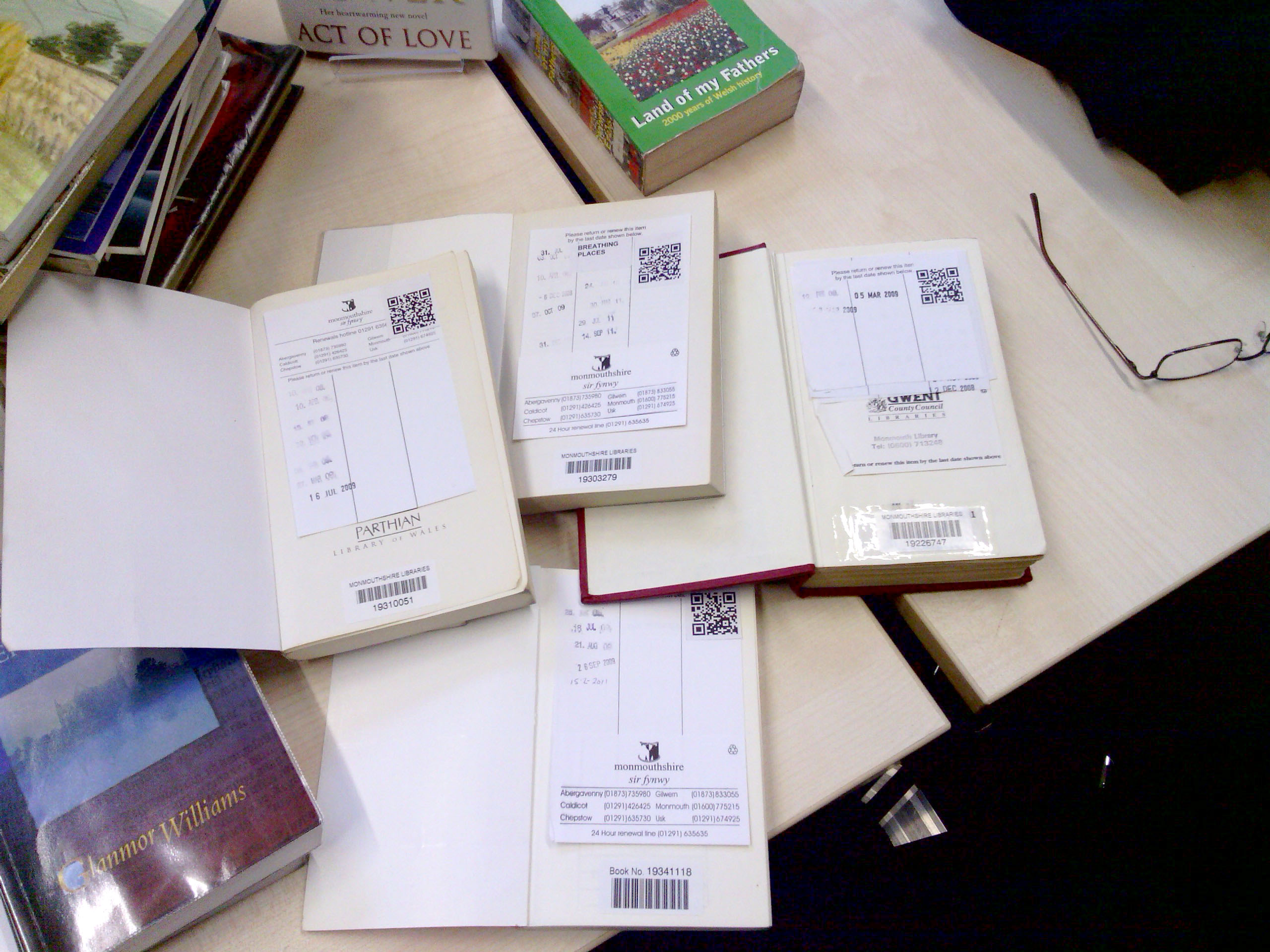
Os códigos QR em livros da biblioteca
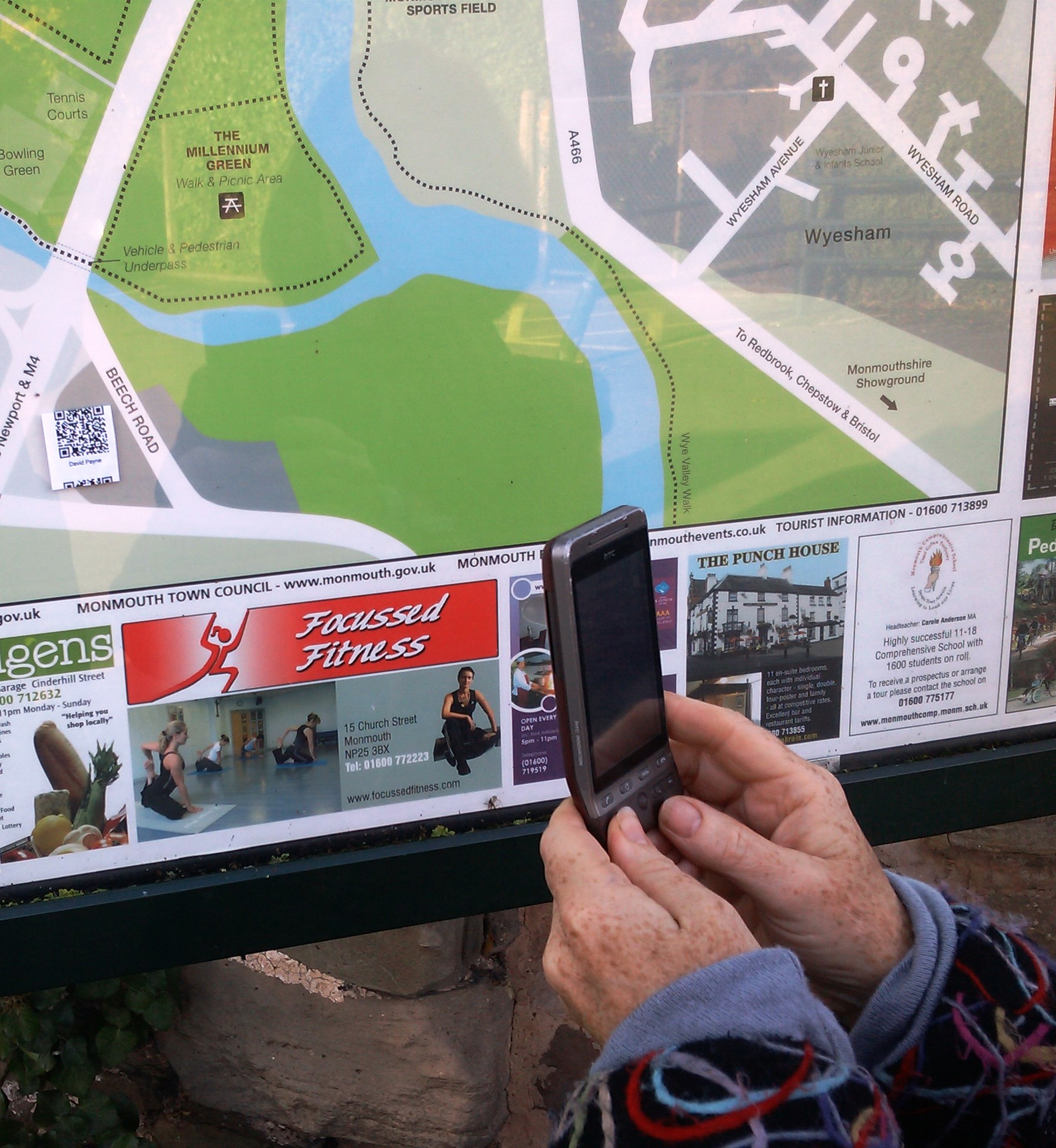
Teste da QR codes

## Reino Unido Wikimedia governança
Em fevereiro de 2013, Monmouthpedia foi citado como um conflito de interesses que levou a uma revisão na governança da Wikimedia Reino Unido (WMUK). O relatório descobriu que a WMUK foi ineficaz no tratamento de tais conflitos, e descobriu que Roger Bamkin de aceitação de taxas de consultoria para Monmouthpedia, proporcionou a reputação danificado da WMUK.